# Gens Ulpia

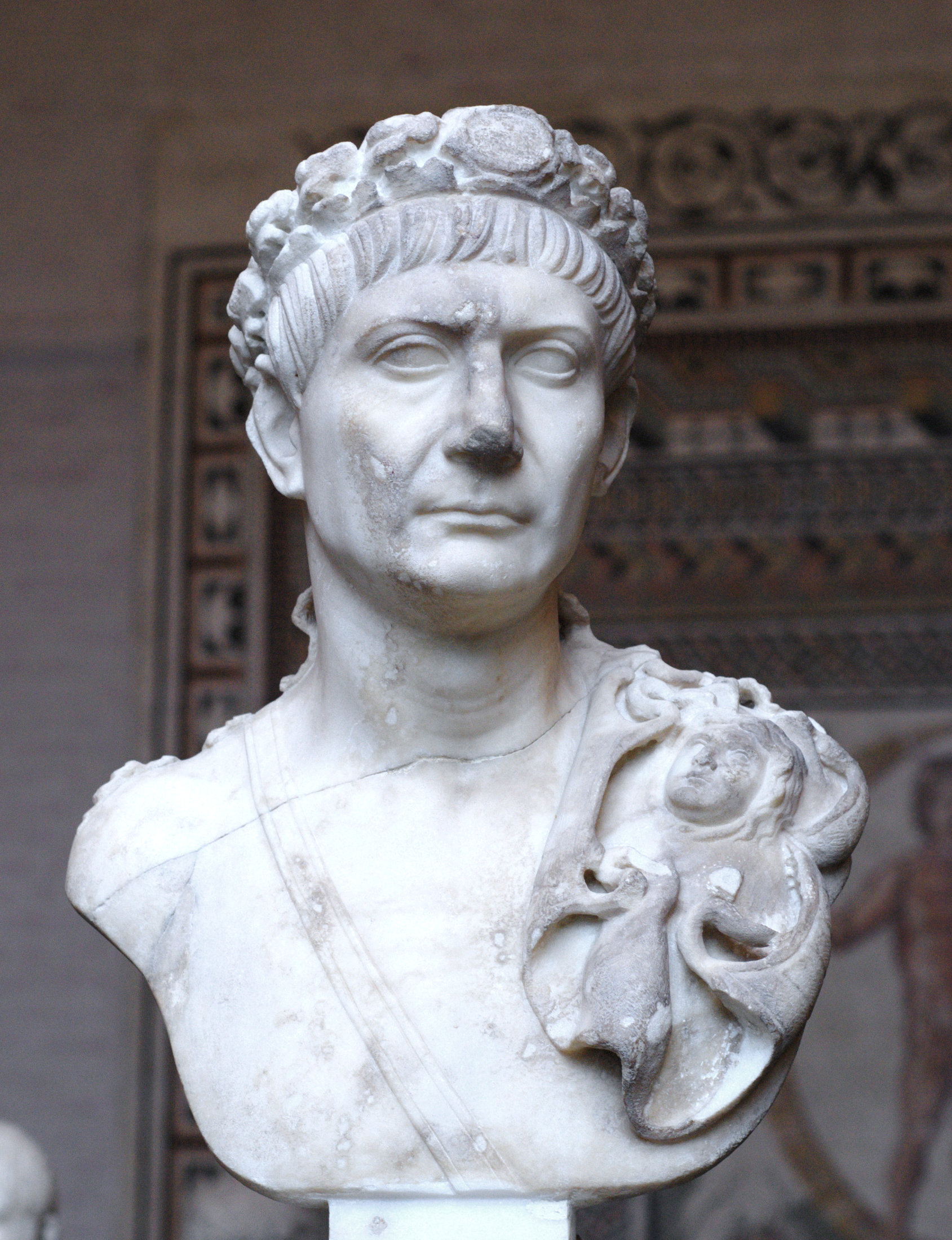
Traiano alla Gliptoteca

La Gens Ulpia fu una gens romana, nota soprattutto per averne fatto parte l'imperatore Traiano, che regnò dal 98 al 117 d.C.. In suo onore, la Legio XXX, prese il suo nomen.

## Origini
Gli Ulpii erano originari dell'Umbria e il nome stesso potrebbe derivare da un termine umbro della parola latina lupus, che significa "lupo", o anche con "vulpes" ("volpe"). L'incrocio tra gli Ulpi e i Trahii (o Traii) di Todi, dove in effetti vi è la prova di una famiglia con questo nome, diede origine al ramo traianeo degli Ulpi (gli Ulpi Traiani) che si trasferì nella colonia romana di Italica in Hispania Baetica. Poco si sa di loro, tranne che erano connessi al ramo Adrianeo degli Elii, stabiliti anch'essi ad Italica in Hispania; la zia di Traiano era, infatti, la nonna dell'imperatore Adriano

## Membri illustri
- Marco Ulpio Traiano, padre dell'imperatore Traiano e consul suffectus nel 72 d.C.[6][7][8]
- Ulpia, zia di Traiano, moglie di Elio Marullino (padre di Elio Adriano Afro) e nonna dell'imperatore Adriano.
- Traiano, console nel 91 d.C., fu successivamente adottato dall'imperatore Nerva e fu egli stesso imperatore dal 98 al 117 d.C.[9][10][11]
- Ulpia Marciana, sorella di Traiano, sposò Gaio Salonio Matidio Patruino.
- Ulpio Marcello, giurista durante l'impero di Antonino Pio e Marco Aurelio.
- Ulpio Marcello, forse figlio del giurista, governatore della Britannia durante l'impero di Commodo.
- Ulpio Marcello, probabilmente lo stesso governatore della Britannia, anche se le incertezze hanno indotto alcuni studiosi a credere che avesse un figlio con lo stesso nome.
- Ulpio Giuliano, prefetto del pretorio sotto l'imperatore Macrino, fu mandato a reprimere la ribellione di Elagabalo, ma fu ucciso dalle sue stesse truppe, nel 218 d.C.[12][13][14]
- Marco Ulpio Leuro, nativo di Ipata e consul suffectus dopo il 200[15].
- Ulpia Gordiana, madre dell'imperatore Gordiano I, secondo la Historia Augusta[16].
- Marco Ulpio Eubioto Leuro, figlio del console Leuro, fu consul suffectus in un anno incerto intorno al 230 d.C.[17].
- Marco Ulpio Flavio Tisameno, figlio maggiore del console Eubioto Leuro[18].
- Marco Ulpio Pupieno Massimo, figlio minore del console Eubioto Leuro[18].
- Ulpio Crinito, generale nell'esercito di Valeriano e consul suffectus nel 257 d.C., adottò Lucio Domizio Aureliano, imperatore dal 270 al 275 d.C.[19]
- Ulpia Severina, moglie dell'imperatore Aureliano, potrebbe essere stata la figlia naturale di Ulpio Crinito.
- Gaio Ulpio Cornelio Leliano, uno dei Trenta Tiranni, si ribellò a Postumo e si autoproclamò imperatore nel 269 d.C., durante il regno di Gallieno, ma fu ucciso a Magonza circa due mesi dopo[20][21][22][23].
- Marco Ulpio Pupieno Silvano, un senatore menzionato in un'iscrizione di Sorrento in Campania, databile tra la fine del terzo e la metà del quarto secolo; dal suo nome forse discende il console Marco Ulpio Leuro[24].